# リチャード・ドブス・スペイト
リチャード・ドブス・スペイト（英語: Richard Dobbs Spaight、1758年3月25日 - 1802年9月6日）は、アメリカ合衆国ノースカロライナ州の政治家であり、アメリカ合衆国憲法の署名者であり、連邦党員としてノースカロライナ州知事を1792年から1795年まで務めた。

## 生涯
ノースカロライナのニューバーンで植民地王室書記官の息子として生まれた。8歳のときに孤児となり、アイルランドの学校に送られ、グラスゴー大学を卒業した。
1778年、ノースカロライナに戻り、1781年までアメリカ独立戦争の間、リチャード・キャズウェル将軍の副官を務めた。1779年にノースカロライナ議会議員に選ばれたが、この選挙に異議申し立てがあり、当選が取り消された。1781年に再度選ばれ1783年まで務めた。
州議会は1782年から1783年の大陸会議代表にスペイトを選んだ。スペイトは1785年から1787年までノースカロライナ下院議員を務め、下院議長にも指名された。1787年、アメリカ合衆国憲法を起草するフィラデルフィア会議の代議員となり、29歳で憲法に署名した。
1788年3月24日、メアリー・リーチと結婚した。その息子リチャード・ドブス・スペイト・ジュニアは後の1835年にノースカロライナ州知事になった。メアリーは1791年にニューバーンのトライアン・パレスで開催されたジョージ・ワシントンを称える舞踏会で、ワシントンと最初に踊った淑女として著名になった。
1776年のノースカロライナ憲法の下で、スペイトは1787年に知事候補となったが、議会の議決で敗れた。1789年にはアメリカ合衆国上院議員の候補にもなったが、再度敗れた。1788年、アメリカ合衆国憲法を批准するための州会議の一員となり、スペイト自身は批准に賛成したが、会議は批准を否決した。
スペイトは健康を害したために数年間政界から身を引いた。1792年に下院議員として復帰し、同年に州知事に選ばれ、また下院では2期（任期は1年間）再選された。
知事を務めている間に、新しい州都ローリーが選ばれ、ノースカロライナ大学チャペルヒル校が新たに認可された。スペイトは知事の間にノースカロライナ大学の理事会議長を務めた。知事職は憲法で任期3年が規定されていたので、1795年に知事を辞任した。
1798年にはアメリカ合衆国下院議員に選ばれ、ネイサン・ブライアンの残された任期を埋めた。1799年に再度下院議員（任期2年）に選ばれ、1801年まで務めた。このとき連邦党員として選ばれたが、州の権限に関する見解によって、トーマス・ジェファーソンの民主共和党と近しくなった。下院議員に再度立候補したが敗れ、州政府に戻って、1801年から州上院議員を務めた。1800年の下院議員選挙でスペイトを破った連邦党下院議員ジョン・スタンリーと決闘し、この時に受けた傷が故で1802年9月6日に死んだ。スペイトは故郷のニューバーンに埋葬されている。
ウィスコンシン州マディソンの中心街にあるスペイト通りは、スペイトの栄誉を称えて名付けられた。マディソン市の主な通りの大半は、アメリカ合衆国憲法署名者の名前を付けられている。

## 参照
1. ↑  “Officers of the GRAND LODGE A.F. & A. M. of NORTH CAROLINA” [1787 TO 1887 First One Hundred Years].  Raleigh, North Carolina:  Grand Lodge of North Carolina. 2010年12月15日時点のオリジナルよりアーカイブ。2-03-2011閲覧。

- Biographical Directory of the Governors of the United States,, and John Raimo, eds. Westport, CT: Meckler Books, 1978. (ISBN)
- Sketch of the life of Richard Dobbs Spaight, by John H. Wheeler, 1880. (retrieved 09-20-2010)